# Compañía de los Ferrocarriles de Madrid a Zaragoza y Alicante
Die Compañía de los Ferrocarriles de Madrid a Zaragoza y Alicante, deutsch in etwa Gesellschaft der Eisenbahnen von Madrid nach Saragossa und Alicante, meist nur mit der Abkürzung MZA bezeichnet, war eine Eisenbahngesellschaft in Spanien, die 1856 gegründet wurde und 1941 in der staatlichen Eisenbahngesellschaft Renfe aufging.

## Geschichte

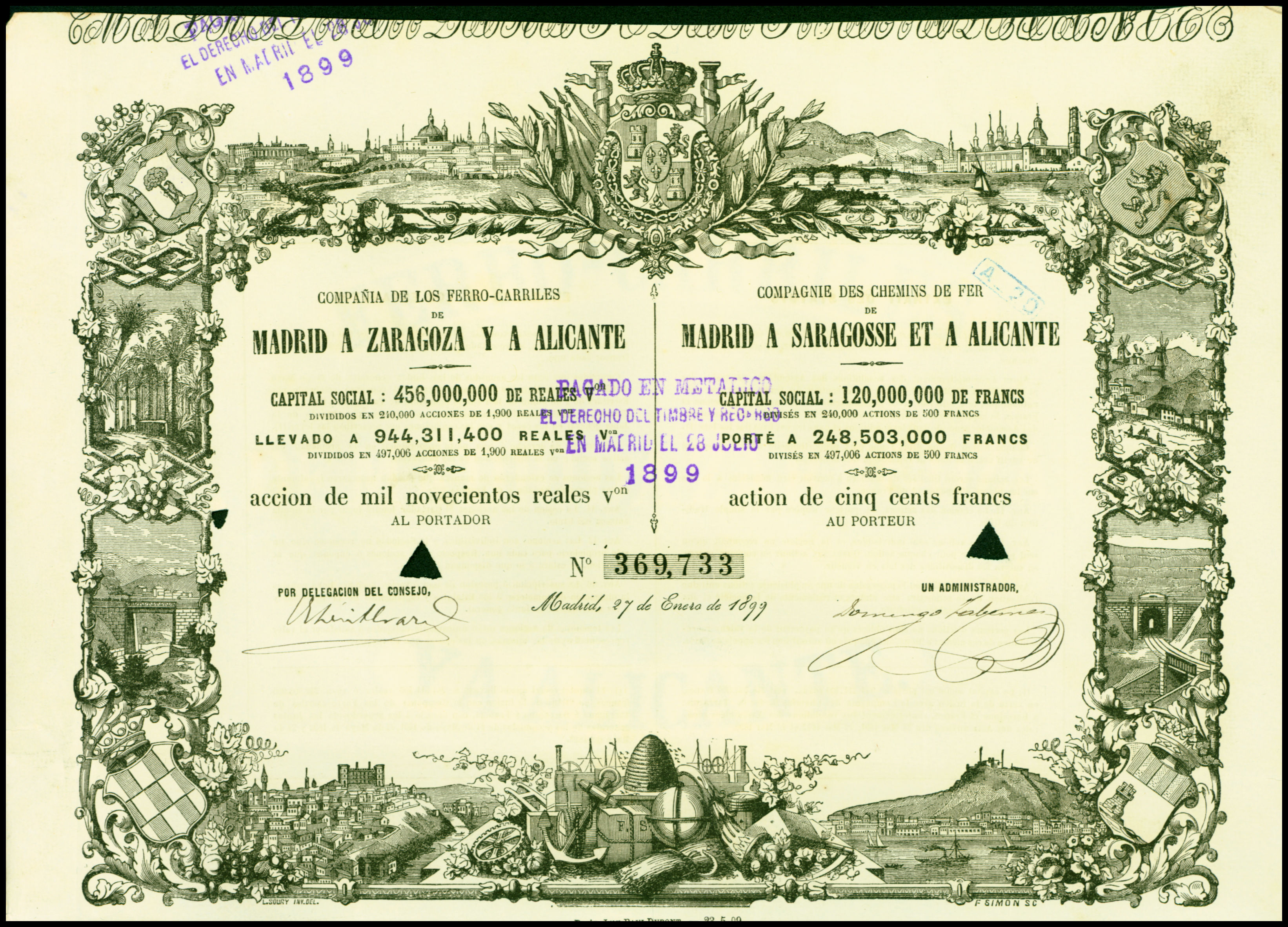
Aktie der Compañía de los ferro-carriles de Madrid a Zaragoza y Alicante vom 27. Januar 1899

Die Bahngesellschaft geht auf die Geschäftsbeziehung zwischen José Salamanca, Markgraf von Salamanca, und der von der Familie Rothschild kontrollierten Finanzgesellschaft Sociedad Española Mercantil e Industrial (SEMI) zurück. Sie erlangte die Konzession für den Bau der Bahnstrecke von Madrid nach Saragossa, die an die bereits im Bau befindliche Strecke Madrid–Alicante anschloss. Die beiden Strecken gingen 1863 vollständig in Betrieb. Ab 1875 betrieb die Bahn eine aggressive Expansionspolitik durch Zukauf von Strecken, die in direkter Konkurrenz zur Norte stand. Die MZA baute 1888 den Bahnhof Madrid Atocha.
Die MZA bediente neben den oben genannten Städten auch Cordoba, Sevilla, Huelva, Ciudad Real und Cuenca. Zu Beginn des 20. Jahrhunderts betrieb die MZA insgesamt 3650 Kilometer, das bis nach Barcelona und an die spanisch-französische Grenze reichte.
Die allgemeine Krise der spanischen Eisenbahnen nach dem spanischen Bürgerkrieg führte auch bei der MZA dazu, dass der Staat über die Caja Ferroviaria, den staatlichen Eisenbahnfonds, Geld einschießen musste. Schließlich führte das Ley de Ordenación Ferroviaria, das Gesetz zur Regulierung der Eisenbahn, zur Gründung der nationalen Eisenbahngesellschaft Renfe im Jahr 1941, in der alle spanischen Breitspurstrecken integriert wurden.